# Боранецкий, Пётр Степанович
Пётр Степанович Боранецкий (17.10.1900 — не ранее 1965) — русский философ, публицист, полемизировавший с Николаем Бердяевым. Автор самостоятельной философской системы.

## Происхождение, ранние годы, жизнь в СССР
Из семьи бывшего крестьянина Херсонской губернии. В 1925 году окончил социально-экономический факультет Новороссийского университета. В 1925—1927 гг. учился в аспирантуре Института экономики (г. Москва), из которой был исключен по идеологическим соображениям. В 1928 году нелегально перешел советскую границу, недолго жил в Румынии, затем в Чехословакии, после чего переехал во Францию. Был членом редколлегии журнала «Утверждения». В начале 1930-х гг. создал группу народников-мессианистов, наследовавшую нелегальной группе «крестьянороссов-мессианистов», к которой Боранецкий принадлежал в период жизни в СССР. Отталкиваясь от идеологии большевизма, Боранецкий провозглашал необходимость нового конструктивного этапа Революции, призванной вывести Россию, а за ней и все человечество, в «эру подлинной Пореволюционности, эру Мира, Свободы и Строительства новых высших форм жизни». Движущую силу «Третьей национальной Народной революции» видел в крестьянстве, «целинной, органически мощной стихии», противостоящей люмпенизированному, опустошенному и разложившемуся пролетариату, продукту «западноевропейской капиталистической цивилизации».

## Творческая деятельность
В 1932—1939 издавал журнал «Третья Россия», «орган исканий нового синтеза». В отличие от представителей других пореволюционных течений 1920—1930-х гг. — евразийцев, новоградцев, национал-максималистов, основывавших свое видение третьего, некоммунистического и некапиталистического пути России на христианстве и традициях русской религиозно-философской мысли (идеи богочеловечества, активного христианства, истории как «работы спасения»), Боранецкий полагал этот путь в разрыве с христианской традицией, с его точки зрения, безнадежно отжившей, дискредитировавшей себя в истории, не способной дать человеку план и проект созидательного действия. В противовес «теологическому миросозерцанию», которое воспитывает человека-раба, лишает его уверенности в собственных силах и обещает рай только в потустороннем бытии, лидер «Третьей России» выдвигал новое прометеевское, титаническое миросозерцание, одушевленное пафосом человека-творца, вдохновенно и мощно организующего мир и историю. Философия прометеизма, по Б., преодолевает крайности материализма, топящего дух в эмпирии, и идеализма, пренебрегающего земной действительностью, она дает «высший синтез» идеального и реального. В отличие от гуманизма, что не выходит за пределы человека каков он есть, прометеизм видит человека в его перспективе, в свете его будущего совершенства. В построениях Б., утверждавшего идею «Нового Высшего Человека», который призван достичь бессмертия и всемогущества, своеобразно преломились философия богостроительства М. Горького и Богданова, идеи пролетарской поэзии конца 1910-х — начала 1920-х гг., имморталистические построения биокосмистов. После Второй мировой войны Б. жил в Париже, в 1947—1965 гг. выпустил ряд книг, в которых обосновывал «синтетическое миросозерцание», основанное на трактовке мира и человека как «Становящегося Абсолютного». Высший принцип бытия — принцип единства всего со всем («все во мне и я во всем»). В восхождении к этому универсальному единству, к «Актуальному Абсолютному» и состоит назначение человека. 
Под влиянием идей Бердяева и Фёдорова (последнего Б. резко критиковал за стремление опереться на христианство) философ утверждал этику творчества. Активность, творчество — онтологическая основа мира, в них — сущность и главное задание жизни. Пассивность равнозначна небытию, смерть представляет собой предел пассивности. И потому смысл «мирового становления-развития» заключается в преодолении смерти. Мироорганизующая роль творчества человека, по Б., распространяется не только на социум, но и на природное бытие: человек должен придать «силам и закономерностям природы и истории» «целесообразную направленность», в пределе — научиться влиять не только на земные процессы, но и на «явления космического порядка». Если внутреннее преображение человека идет через «метаургику», через культуру духа, обращенного к Идеальному, преображение общества — через политику, очищенную от низменных страстей и эгоизмов, то «творческое овладение природой» осуществляется через технику. Б. развивал представление о технике как начале организации, указывал на ее эктропийную роль. Техника «освобождает дух человеческий» от скованности законами несовершенного материального мира, ведет к победе над пространством и временем как двумя формами «ограниченности и конечности», она есть «мост к бесконечному». Спасая человека «от низшего хозяйственного труда», техника открывает возможности его приобщения «к высшему творческому труду, к труду как творчеству». Но чтобы техника не была обращена во зло, не превратилась в неконтролируемую, самостийную силу, необходим нравственный рост человека, ее создающего, развитие «новой высшей духовности».

## Сочинения
- Философия техники. Техника и новое миросозерцание. Париж, 1947;
- Ценность и человек. Принцип сохранения ценности. Париж, 1948;
- О достоинстве человека. Основания героической этики" (Париж, 1950);
- Религия, материализм и прометеизм. Основания синтетического миросозерцания. Париж, б\г);
- О самом важном. Конечное назначение человека. Париж, 1956;
- Основные начала. Онтология творческого миросозерцания. Париж, б/г;
- Социальный идеал. Основы социальной философии. Париж, 1965;
- В поисках нового синтеза. Пореволюционные течений русской эмиграции 1920—1930-х гг. Из переписки П. С. Боранецкого и К. А. Чхеидзе // Диаспора. Вып. VII. М., 2005;
- «Все во мне и я во всем». Письма П. С. Боранецкого Н. А. Бердяеву // Русская философия в изгнании: Исследования и материалы. М., 2012.